# معركة راشيا
معركة راشيا هي معركة جرت أحداثها في قلعة راشيا، خاضها المتمردون الموحدون الدروز ضد الانتداب الفرنسي على سوريا ولبنان، خلال الثورة السورية الكبرى.